# Паннонське море

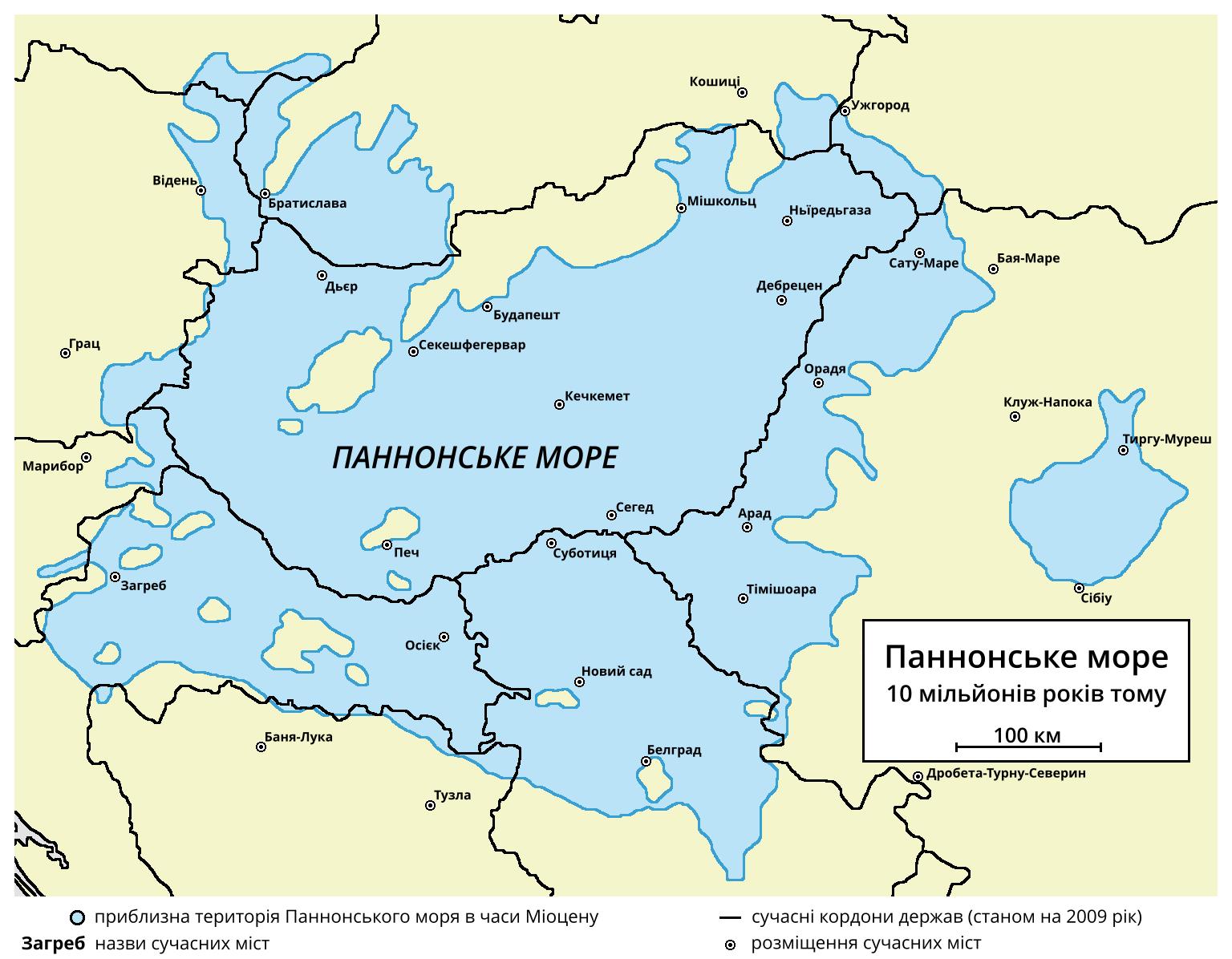
Приблизні межі Паннонського моря в епоху міоцену.

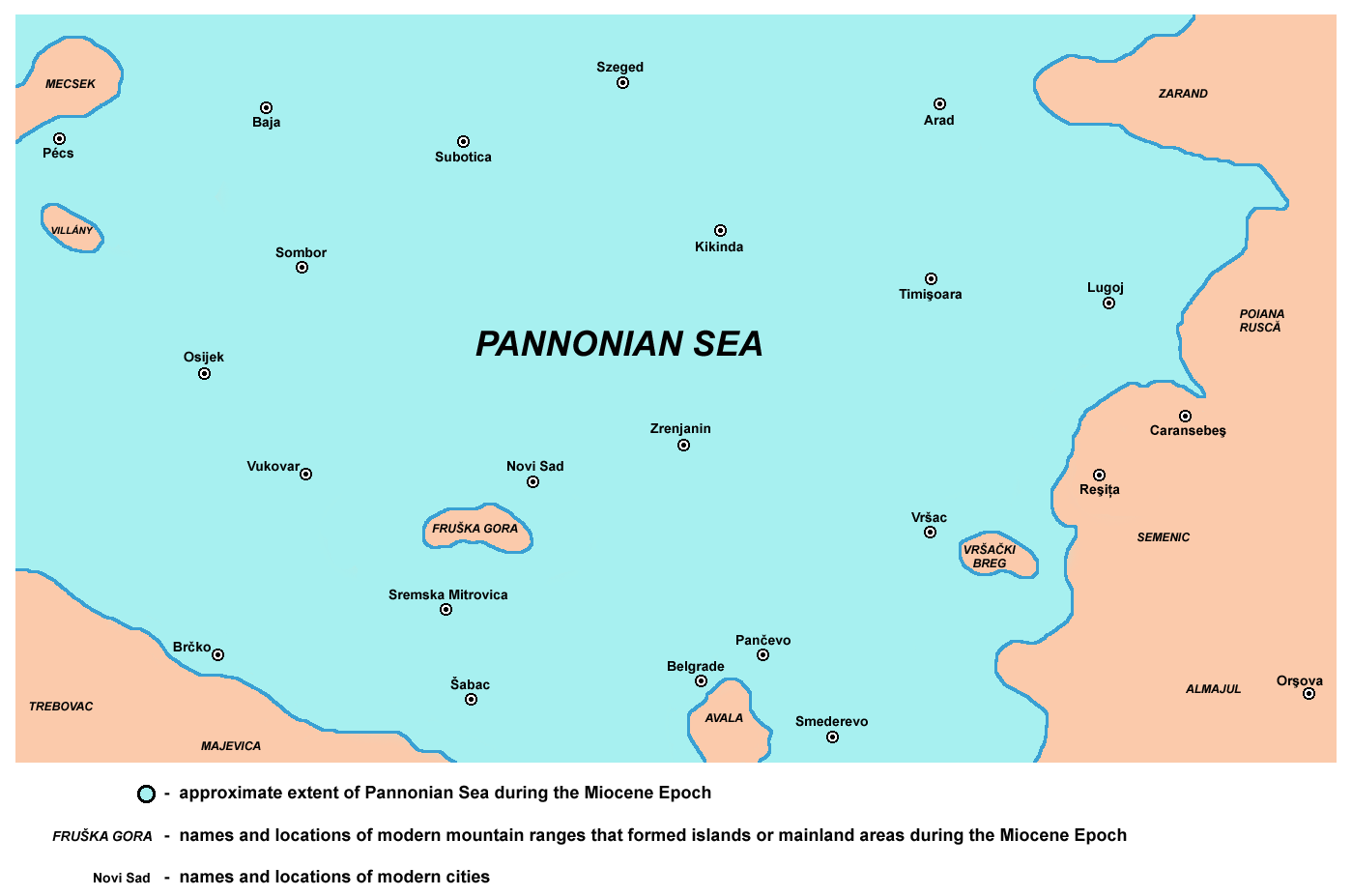
Мапа Паннонського моря з позначенням, для орієнтації, сучасних міст

Паннонське море  — доісторичне мілководне море, що існувало впродовж епох міоцену та пліоцену і було розташоване у центральній Європі на території сьогоденної Тисо-Дунайської низовини. Після свого зникнення, Паннонське море залишило від 3 до 4 кілометрів осадових порід.

## Історія
Паннонське море спочатку було частиною великого моря Паратетіс, але відокремилось у пізньому міоцені близько 10 мільйонів років тому. На сучасних територіях Баварії, Віденського басейну та затоки Рони воно поєднувалось з Середземним морем. В час коли море займало найбільшу площу, воно сягало півдня сучасної Сербії і поєднувалося з Егейським морем.
Паннонське море існувало близько 9 мільйонів років, і зникло близько 600,000 років тому. Воно проклало собі дорогу крізь Залізні Ворота на річці Дунай і витікло вузькою ущелиною, утворивши таким чином Панонську рівнину. Мечек, Фрушка Гора та Вршацькі гори є залишками колишніх островів Паннонського моря.